# Saison 2 de Mission casse-cou
Chronologie
Saison 1 Saison 3
Cet article présente le guide des épisodes de la deuxième saison de la série télévisée britannique Mission casse-cou (Dempsey & Makepeace).

## Fiche technique
- Pays : Royaume-Uni
- Production : Golden Eagle Films (créateur) & London Weekend Television (LWT)
- Producteurs : Tony Wharmby, Nick Elliott (exécutif), Lynda Ostermeyer (assistant)
- Musique : Alan Parker
- Direction de production[1] : Peter McKay
- Distribution des rôles : Anthony Arnell [2] (sauf l'épisode 6).
- Décors[3] : Colin Monk
- Image[4] :
  - Tony Mander (épisodes 1, 2, 4, 7, 8)
  - Geoff Harrison (épisodes 3, 5, 6, 9)
- Maquillage[5] :
  - Margaret Palphramand (épisodes 1, 2, 4, 7, 8)
  - Pauline Boulton (épisodes 3, 5, 6, 9, 10)
- Langue : Anglais
- Format : Couleur / 1,33 : 1 / Mono
- Durée : 50 minutes (épisodes 1 à 10)

## Personnages principaux
- Michael Brandon (VF : Pierre Arditi) : Lieutenant James Dempsey
- Glynis Barber (VF : Nadine Delanoë) : Sergent-détective Harriet Alexandra Winfield (Makepeace)

## Personnages secondaires
- Ray Smith : Super-intendant Gordon Spikings
- Tony Osoba : Sergent-détective Chas. Jarvis

## Épisodes

### Épisode 1:Un dollar en argent
- Titre original : Silver Dollar
- Numéro(s) : 11 (2-1)
- Réalisateur : Tony Wharmby
- Scénariste(s) : Ranald Graham
- Direction de production : Dave Curry (manager)
- Montage : Paul Hudson
- Décors : Mike Oxley
- Costumes : Sue Thomson
- Diffusion(s) : 
  -  Royaume-Uni : 31 août 1985
- Invité(s) : George Harris (Reuben), Ben Thomas (Wes), Ronny Cush (Drew), Anthony Dutton (Maclean), Alan Downer (Solomon), Simon Harbrow (Gerry), Norman Hartley (Dan), Colin McFarlane (Watson)…
- Résumé :Une station service est détruite par des hommes cagoulés arrivés en fourgonnette. Ils signent des lettres ALA. L'équipe de Spikings est sur les dents car la fourgonnette a été repérée. Il n’a sur place que Dempsey et Makepeace. Dempsey se lance sans attendre. Les hommes sont prêts à repartir. Dempsey veut les coincer, mais Harriet, respectant la loi, ne tire pas et les laisse s'échapper. Dempsey et elle filent vers leur voiture. Ils se voient contraint d’abandonner la poursuite avant même de l’avoir commencée. Ils ont perdu les clés de la voiture. Harriet dit les avoir mis dans la poche de Dempsey, ce qu'il nie. L’ALA, l'Armée de Libération de l’Afrique, s’attaque exclusivement à la Westmore Limited, une société qui a des intérêts en Afrique du Sud. Après le briefing avec Spikings, Makepeace et Dempsey se querellent sur lequel d'entre eux a perdu les clés et sur l’ensemble cette phase de l’enquête. Dempsey finit par accuser Harriet d’avoir eut la « pétoche ». Elle lui affirme qu’elle lui fera voir si elle a la « pétoche ».

Une épicerie est attaquée par l’ALA. L’organisation veut un million de dollars de la Westmore et que la compagnie fasse pression sur un gouvernement africain. La livraison de l'argent doit se faire au milieu d’une décharge publique. Harriet et Dempsey, en vagabonds, s’y retrouvent donc dès le milieu de la nuit. C’est Chase, le second de Spikings, qui fait la livraison. Après son départ, Dempsey et Harriet voient le colis pris par un chien, mais il leur échappe. Les membres de l’ALA ont la surprise de découvrir que le paquet ne contient pas d’argent. Reuben, leur chef, jure de leur faire payer avec … du sirop.
Spikings envoi Makepeace et Dempsey enquêter dans le quartier où l'ALA avait son quartier général avant d’entrer dans la clandestinité. En sortant de chez un marchand de vin, ils se querellent à nouveau au sujet des clés, sans remarquer que le marchand est cambriolé. Un des membres de l’ALA ressort d'une pharmacie. Harriet a repéré, en étudiant les résultats financiers de la Westmore sur plusieurs années, que l’ALA n’attaque que des magasins déficitaires de cette compagnie. Spikings apprend que l’organisation a remplacé du sirop pour la toux par de la strychnine, faisant déjà une morte et 3 victimes hospitalisés. Harriet indique que ce sirop est le « vache à lait » de la société. Spikings ordonne à Dempsey de donner un coup de main à Harriet pour étudier la piste qu'elle a découverte. Elle fait mine de l’envoyé à la recherche d’un suspect … le chien. Dempsey fait son enquête à la façon « cow-boy » et arrête les membres de l’ALA. Il revient au bureau avec le chef de l'organisation enserré par un lasso qu’il tient, alors qu’il est lui-même sur un cheval. Il va voir Spikings, démissionne et va à l'aéroport pour repartir aux États-Unis. 
Spikings veut avertir la Westmore de la situation, mais Harriet a une idée et peut le prouver…

### Épisode 2:Morocco Jack
- Titre original : Wheelman
- Numéro(s) : 12 (2-2)
- Réalisateur : Tony Wharmby
- Scénariste(s) : Murray Smith
- Direction de production : Dave Curry (manager)
- Montage : Paul Hudson
- Décors : Anna Glyn, Rae George
- Costumes : Sue Thomson
- Diffusion(s) : 
  -  Royaume-Uni : 7 septembre 1985
- Invité(s) : Tom Georgeson (Jack Cade dit Morrocco Jack), George Irving (Mickey the Shiv), Terence Budd (Jim Presley), Niall Toibin (Assist. Com. Webb), Tom Kelly (Tom Clyde), Peter Hutchins (Evil Bill Dundas), Geoffrey Freshwater (Eddie Haig), Leon Tanner (Dét. Supt. McNally), Lois Baxter (Ellen Cade), Valentino Musetti (Douanier n° 1), Gareth Milne (Douanier N° 2)…
  -     - Résumé : Abord d’un bateau touristique sur la Tamise, Harriet, sous un faux nom, et un journaliste, Clyde, rencontrent Jack et ses hommes. Harriet est censée écrire un livre sur les casses célèbres. Trois hommes en uniforme arrivent et tentent de tuer Jack. Il est sauvé par l’intervention d’un de ses hommes et d’Harriet qui tuent chacun un des agresseurs. Clyde, qui avait informé Harriet de l’apparition d'un nommé Morrocco Jack dans le milieu, aide Harriet à s’y infiltrer. Haig, l’homme qui a tué l'un des agresseurs, est interrogé par Dempsey. Il reste silencieux. Jack, qui a fait 8 ans de prison en France et la Légion étrangère, fut un des complices de Spaggiari lors du « casse du siècle ». Harriet, qui n’a toujours pas repris contact avec son chef, apprend de Clyde que Jack prépare un très gros coup et veut la revoir.

Alors que le nouveau chef de Spikings, après lui avoir fait des reproches sur son équipe, repart, Dempsey arrive. Il reproche à Spikings de ne l’avoir pas averti à propos d’Harriet. Dempsey repart à son tour et c’est à ce moment qu’Harriet reprend enfin contact avec son chef. Dempsey retrouve Harriet dans un hôtel. Il lui apprend qu’il a fait parler Haig. Il l'a convaincu que son patron et la police avaient un intérêt commun à la disparition de Morrocco Jack. Pour s’infiltrer dans la bande, comme Jack recherche un chauffeur, Harriet a l’idée de faire passer Dempsey pour un chauffeur américain recherché pour trafic de drogue. Dempsey « emprunte » une Camaro à la police. Harriet retrouve Jack qui l’invite à dîner. Le nouveau patron de Spikings lui apprend l’emprunt de Dempsey et que la voiture est liée à un trafic de drogue. Il voit là le moyen de se débarrasser enfin de Dempsey. Spikings s’oppose à ce que l’on détruise sa meilleure équipe et est prêt à saborder son service s’il le faut. Les hommes de Jack pensent qu’Harriet est un flic, mais elle convainc celui-ci que ce n’est pas le cas.
Pour lui permettre de rencontrer Jack, Dempsey participe à une fausse poursuite avec la police au volant de la Camaro. Jack, qui organise l’attaque de 2 bijouteries, entend le bruit de la « poursuite » qui se rapproche. Dempsey réussit à échapper à la police, non sans avoir, après divers chocs avec la voiture, permit la découverte de la cache de la drogue. Il est capturé par les hommes de Jack et en devient le chauffeur. Après ces événements, le patron de Spikings le menace à nouveau. Dempsey, Jack et un de ses hommes font des repérages devant les bijouteries. Ils vont à un dîner où se trouve Harriet. Harriet et Dempsey font croire qu'ils ont un coup de foudre. Dempsey fait échouer une nouvelle tentative de tuer Jack. 
Au matin Jack apprend à Harriet et Dempsey, qui ont « partagé » la même chambre, que le coup a été avancé au jour même. Les préparatifs sont finis, mais Jack a une surprise……

### Épisode 3:Amour à mort
- Titre original : Love You to Death
- Numéro(s) : 13 (2-3)
- Réalisateur : Tony Wharmby
- Scénariste(s) : Roger Marshall
- Direction de production : Dave Curry (manager)
- Montage : Ray Weedon
- Décors : Rodney Cammish
- Costumes : Robin Pidcock
- Diffusion(s) : 
  -  Royaume-Uni : 14 septembre 1985
- Invité(s) : Suzi Quatro (Cathy), Elisabeth Sladen (Mrs. Barrett), John Boswell (Foley), Mike Savage (Ripley), Colin McFarlane (Dét. Sgt. Watson), Barbara Barnes (Paula), Lex Milloy (Barrett)…
- Résumé : Au matin Dempsey est en retard et sa voiture refuse de démarrer. Il va prendre le bus. Il est visé avec une carabine. Il échappe au tir, mais un homme qui est là reçoit la balle en pleine tête. La femme de la victime ne lui connaît pas d’ennemi. Alors qu’il est de retour au bureau parle de l’enquête avec Harriet et Spikings, Dempsey reçoit un coup de téléphone. C'est une femme qui lui annonce que ça aurait pu être lui la victime et qu’il est condamné. Dempsey recherche avec Harriet qui peut être cette femme qui lui en veut.

De retour chez lui, il a un appel, mais personne ne décroche. Foley, un habitant de son immeuble, vient lui remettre des lys blancs qui lui sont adressés. Pour toute carte de visite un baisé au rouge à lèvres sur la carte. Après un nouvel appel sans correspondant, il téléphone à Harriet pour l’inviter à dîner. Elle refuse. Dempsey est observé par une femme à partir de l’immeuble voisin du sien. Spikings vient voir Dempsey. Celui-ci pensent que le problème pourrait venir de New York, mais Spikings, qui a pris contact avec les États-Unis, le rassure. Harriet remet une lettre personnelle à Dempsey. Il l'ouvre, la lit, la met dans sa poche et donne une explication qui fait douter Harriet.
Dempsey se rend dans un immeuble vide où il est attiré à un des étages par de la musique. Une femme l’observe d’un peu plus bas. Dempsey échappa au piège tendu, mais le tir d’une arme transperce en pleine poitrine la silhouette d’un homme tracé sur le mur. Harriet arrive alors, arme au poing, et ils restent là quelques secondes pointant chacun son arme sur l’autre. En ressortant, ils découvrent une photographie de Dempsey dans sa voiture. Dans l’appartement de Dempsey, lui et Harriet parlent de l’enquête. Dempsey reçoit un appel des archives qui ont découvert d’où vient la photo. C’est un détective privée qui l’a réalisée. En l’interrogeant à sa façon, Dempsey apprend de lui que c’est une femme qui lui a demandé de prendre la photo, sans se faire voir de lui, et qu’elle en a commandé près de 50.
Une femme s’introduit dans l’appartement de Dempsey. Elle lui fait la vaisselle et, découvrant des traces du rouge à lèvres d’Harriet sur une tasse, la brise sur le bord de l’évier. Il s’apprête à se coucher dans la chambre quand on frappe à la porte. Elle va ouvrir à Foley, dont elle connait le nom, en lui faisant croire qu’elle est la petite amie de Dempsey, puis retourne se coucher dans le lit de Dempsey. Dans le repère de Dempsey, un bar américain, la femme, Cathy, est serveuse. Dempsey ne fait pas attention à elle. Harriet arrive. Cathy renverse sur elle un verre. La femme, de retour chez, écoute l’appartement de Dempsey truffé de micro. Convaincue qu’Harriet couche avec Dempsey, elle l’agresse chez elle avec un poignard, mais doit fuir. Elle lui téléphone pour lui ordonner de laisser « son homme » tranquille. Alors que Dempsey, Harriet et Spikings parlent de l’enquête, Cathy téléphone à nouveau. Elle ordonne à Dempsey de se débarrasser d'Harriet et menace même de la tuer. Harriet et Spikings veulent profiter de la situation. Dempsey n’est pas d’accord…
- Commentaire: 
  - Dans l'épisode, on voit une scène du film de Carol Reed Le Troisième Homme (1949) sur le téléviseur du lieutenant James Dempsey (Michael Brandon)

### Épisode 4:Pas de quartier
- Titre original : No Surrender
- Numéro(s) : 14 (2-4)
- Réalisateur : Viktors Ritelis
- Scénariste(s) : Paul Wheeler
- Direction de production : Dave Curry (manager)
- Montage : Frank Weeb
- Décors : James Dillon
- Costumes : Sue Thomson
- Diffusion(s) : 
  -  Royaume-Uni : 21 septembre 1985
- Invité(s) : Jamie Foreman (Ramsey), Tony London (Levey), Phil Smeeton (Rawlings), Jerry Harte (James Martin), Colin McFarlane (Dét. Sgt. Watson), Jim Beesley, David Brandon[6] et Stuart St. Paul (les 3 voleurs de bijoux), Terry Yorke (le négociant en bijou)…
- Résumé : Trois hommes volent une mallette contenant des diamants, mais Demspey les attends à leur hôtel. L’un d’eux s’échappe. Harriet se lance à sa poursuite, fait une chute et se retrouve au sol inconsciente. À l’hôpital, Dempsey reprend son couplet misogyne sur les femmes dans la police. Harriet le renvoie. Martin, un homme riche qui a rendez-vous avec le Premier Ministre. quitte la femme qu’il aime et qu’il va pouvoir enfin épouse, et part avec son chauffeur. Au sortir de l’hôpital, Harriet découvre Dempsey qui se propose de la reconduire chez elle. Martin s’arrête pour acheter des fleurs et, comme la vendeuse n’a pas la monnaie, il va dans la banque de l’autre côté de la rue. Au même moment, 3 hommes attaquent la banque. Le chauffeur de Martin prévient la police.

Dempsey et Harriet vont sur les lieux. Les braqueurs sont sur le point de repartir quand ils découvrent que la police est là. Ils restent dans la banque. Dempsey essaye de parlementer avec le chef des gangsters, mais l’intervention malheureuse d’un policier fait échouer sa tentative. Spikings arrive et leur apprend que Martin, un ponte de la finance mondiale, est dans la banque. Spikings installe son PC dans le salon de la coiffeuse en face de la banque. Il ordonne à Harriet et Dempsey de réfléchir sur la manière de régler le problème. Les bandits veulent un véhicule pour aller à l’aéroport et quitter le pays. L'un d'eux est prêt à aller jusqu’à un « petit jeu de massacre ».
Dempsey et Watson, un policier du secteur, vont tenter d’enter dans la banque par les toits. Dempsey refuse qu’Harriet participe à l’opération. Le ministre ordonne à Spikings de laisser filer les braqueurs, à cause de Martin, mais Spikings lance pourtant l’opération de Dempsey. Watson est surpris par le gangster prêt pour le « petit jeu de massacre » et est blessé par lui. Ce gangster s’énerve et décide de tuer un otage. Spikings interdit au bus prévu pour les gangsters d’arriver à la banque. Harriet à l’idée de passer par une rivière souterraine qui permet d’accéder à la banque. Spikings décide de l’y envoyer avec Dempsey. L’homme qui a tiré sur Watson, Rawlings, décide de prendre la direction du groupe à la place de son chef, Ramsey. Il fait sortir un otage avant de lui tire dessus.
Spikings donne 15 minutes à Harriet et Dempsey pour neutraliser ces « fauves », mort ou vif. Les 2 policiers arrivent dans la banque. Une otage, malade du cœur a un malaise. Rawlings est près d’elle quand Dempsey et Harriet interviennent. Il se saisit de la malade et la menace d’une arme. Harriet lui propose de prendre sa place. Dempsey sort avec la femme. Rawlings s’en prend à Martin et lui prend son portefeuille. Harriet apprend à Martin que la police sait qu’il est là. Lui, lui dit qu'il commencera à s’inquiéter quand les voyous sauront qui il est et qu’ils le sauront vite s’ils regardent son portefeuille. Rawlings décide que c'est le tout d'Harriet et la fait sortir. Voyant cela Dempsey fait venir le bus. Alors qu’ils font sortir les otages pour monter dans le bus, Ramsey regarde le portefeuille de Martin et découvre qui il est, ce que remarque Martin…

### Épisode 5:Tequila
- Titre original : Tequila Sunrise
- Numéro(s) : 15 (2-5)
- Réalisateur : Tony Wharmby
- Scénariste(s) : Ranald Graham
- Direction de production : Dave Curry (manager)
- Montage : Ray Weedon
- Décors : Rodney Cammish
- Costumes : Sue Formston
- Diffusion(s) : 
  -  Royaume-Uni : 28 septembre 1985
- Invité(s) : Lou Hirsch (Wee Jock), Milton Johns (Sid Lowe), Roy Evans (Sims), Edward Kelsey (Stavros), Stephen Frost (Big Mall), Lloyd McGuire (Norman), Angela Bruce (l'infirmière chef), Kate Lynn Evans[7] (Angela), Alix Refaie (le docteur), Robert Goodman (le policier)…
- Résumé : Dans un quartier louche, Dempsey et Harriet sont en planque devant un magasin. Ils attendent un homme, Sims, qui arrive déguisé en poulet. Ils pensent qu’il pourrait leur donner des informations sur un truand nommé Sid Lowe. Le propriétaire du magasin, Stavros, téléphone à Lowe, qu’il paye pour qu'il « assure sa protection ». Alors que Sims est menotté à une carcasse de fourgonnette, une voiture arrive, un homme en descend, présente les excuses de Sid à Sims et le tue. Dempsey tire sur la voiture qui s’enfuit sans réussir à la stopper. Plus tard, Lowe, avec l'assassin et un autre homme de main, va voir Stavros. Il lui fait comprendre qu’il doit garder le silence sur son coup de téléphone et pour qu’il s’en souvienne longtemps, un de ses hommes lui met la main dans de l’huile bouillante.

Dempsey et Harriet vont voir un des informateurs de cette dernière, Jock, pour avoir des informations sur le mort. Jock est intercepté par Lowe et ses hommes. Ils le jettent d’une voiture, après l’avoir torturé, devant Dempsey et Harriet. À l’hôpital, dont Harriet va payer de sa poche les frais supplémentaires pour la chambre individuelle de Jock, ils apprennent qu'il s’en sortira mais que sa main droite a été brisée à coup de marteau. Jock leur reproche de ne pas l’avoir prévenu qu’il s’agissait de Lowe. Il demande un verre d’eau à Harriet et lui en jette le contenu au visage. Harriet, reconduite chez elle par Dempsey, fait mine de rentrer se coucher. Dempsey la stoppe alors qu’elle allait repartir et part avec elle. Harriet suit Lowe dans un restaurant, lui promet de lui pourrir la vie et finit par lui jeter un plat de pâtes au visage. Au sortir du restaurant, Dempsey lui fait remarquer que son geste est fou.
Dempsey laisse Harriet devant une boîte de nuit où elle va décompresser avec des amis. Après un passage dans un bar, il la rejoint dans la boîte de nuit. Il la retrouve déjà ivre. Elle le présente à ses amis. Dempsey apprécie la robe rouge d’Angela, une des amies d’Harriet, qui laisse voir son dos. Harriet part avec elle et revient avec la robe rouge sur elle. Ils retournent chez Harriet qui le « met aux arrêts ». Au matin Dempsey arrive au bureau tout guilleret. Il ne regarde, presque pas, Harriet qui arrive difficilement avec des lunettes noires sur les yeux, mal remise de sa soirée. Il va la voir et lui lance un « Bonjour tigresse » et continu en lui disant que la nuit avait été terrible et qu’elle était déchaînée. Spikings ordonne à Harriet de cesser de harceler Lowe. Il lui conseille de chercher du côté fraude fiscale. Harriet, qui pense que Dempsey s’en vante, interroge Dempsey pour savoir s’ils ont couché ensemble ou pas. Dempsey dit « Oui » avant de lui faire comprendre que non. Spikings vient leur annoncer que des coups de feu ont été échangés dans la chambre d'hôpital de Jock. L’assassin de Sims y a été blessé, mais Jock a disparu et se lance dans une vendetta contre Lowe…

### Épisode 6:Le Prix du sang
- Titre original : Blood Money
- Numéro(s) : 16 (2-6)
- Réalisateur : Graham Theakston
- Scénariste(s) : Dave Humphries
- Direction de production : Dave Curry (manager)
- Distribution des rôles : Lesley Weeks
- Montage : Ray Weedon
- Décors : Rae George
- Costume : Robin Pidcock
- Diffusion(s) : 
  -  Royaume-Uni : 5 octobre 1985
- Invité(s) : 	Stefan Kalipha (le colonel Rasheed), Dudley Sutton (Bailey), Derek Martin (Scott), Julian Fellowes (Redgrave), Les Maryon (le conducteur du camion citerne), Roy Alon (le motard), Nayef Rashed[8] (Yassin), Gaby Dellal[9] (Leila), Neville Phillips (le négociant en tapis), Paul Ridley (Markham), Alva Shelley (Kerim)…
  - Résumé : Un motard sort d'un camion citerne un gros conteneur cylindrique qu’un homme réceptionne. De retour à sa planque, celui-ci est tué après avoir contemplé les antiquités égyptiennes que le container contient. Ces 2 meurtriers, dont l’un porte une cravate, récupèrent la marchandise. La victime, Yassin, qui vient du Proche Orient, est à Londres depuis un an et faisait du commerce d’antiquité. La découverte de balles d'un Beretta 9 mm, armes de services de son pays d’origine, laisse Spikings dubitatif sur son identité. Il ordonne à Harriet et Dempsey d’enquêter dans cette direction, mais avec des gans.

Un colonel arabe apprend la mort de Yassin et la disparition des antiquités. L’homme à la cravate va prendre des photos des antiquités pour les faire expertiser sans avoir à les transporter. Dempsey va se faire passer pour un amateur d’art américain de passage à Londres dont Harriet sera le guide. L’homme à la cravate, Scott, rencontre un expert qui estime la partie des objets sur les photos qui lui sont présentés à environ 10 000 livres. Un négociant de tapis, en affaire avec Yassin, indique à Harriet le nom de Redgrave qui pourrait fournir à son « client américain » des objets chers mais à la provenance douteuse. Redgrave affirme ne rien avoir pour l’instant. Markham, l’expert rencontré par Scott, rend compte de cette visite au colonel. Il a reconnu les objets qui font partie du patrimoine du pays d’origine du colonel. Il veut en profiter, mais l’assistante du colonel le tue. 
Alors que Dempsey et Harriet sont bloqués devant chez Redgrave par un sabot de Denver, celui-ci, qui a reçu un appel téléphonique, repart. Dempsey fait sauter le sabot et le suit avec Harriet. Redgrave rencontre le colonel qui l’informe, entre autres, de la mort de Yassin. Redgrave lui parle de sa rencontre avec Dempsey et Harriet, dont il ne pense pas qu'ils soient de la police. Dempsey et Harriet suivent le colonel jusqu’à son appartement. Il y lance son assistance à la recherche de Scott. Le complice de Scott cache le container.
Le colonel est identifié par le service de Spikings, Il s'appelle Rasheed, est chargé de la sécurité de son ambassade et le MI6 a un dossier sur lui que Spikings va récupérer. Spikings charge Dempsey et Harriet de suivre la piste Redgrave. Harriet consulte un de ses amis qui travaille à Sotheby's. Scott annonce à son complice que les antiquités valent environ un quart de million de livres. Harriet part, avec Dempsey, sur la piste que son ami lui a donnée. Scott, surpris dans son magasin par Rasheed, lui explique comment il a découvert l'affaire et parle de son complice, Bailey. Il est tué sur l'ordre du colonel. Dempsey et Harriet arrivent au magasin de Scott. Ils y découvrent son corps et une bombe que Dempsey a juste le temps de jeter par la fenêtre avant qu’elle n’explose. Rasheed est sur la piste de Bailey et Dempsey et Harriet, qui commence à comprendre l'affaire, aussi. Rasheed est toujours en avance sur eux. Spikings apprend que le MI6 veut compromettre Rasheed à tout prix. Il décide de mettre fin aux opérations privées de Rasheed, le finance d’une organisation terroriste…

### Épisode 7:Au voleur
- Titre original : Set a Thief
- Numéro(s) : 17 (2-7)
- Réalisateur : Tony Wharmby
- Scénariste(s) : Dave Humphries
- Direction de production : Dave Curry (manager)
- Montage : Paul Hudson
- Image : Mike Humphreys
- Décors : Mike Oxley
- Costumes : Sue Thomson
- Diffusion(s) : 
  -  Royaume-Uni : 12 octobre 1985
- Invité(s) : Eric Deacon (Paul Davis), Hugh Ross (Van Gelder), Jadie Rivas (Janine), Karl Howman (le photographe), Edward Peel (Sullivan), Mark Jones (l'assistant de Clarendon), Jonathan Steward (Richard Clarendon), Malcolm Terris (le major Danby), Tracey Childs (Lucy Gartrell), David Belcher (Archie Warton), Jane West (Caroline)…
- Résumé : Dans un studio photo, Janine téléphone à son ami Richard, qui ne veut pas lui parler, pour lui demander son aide. Le photographe l’empêchant de téléphoner, elle part téléphoner d'une cabine. Elle croise un homme, puis téléphone à son amie Lucy. Un homme décroche mais reste muet. Dempsey et Harriet sont dans la même rue et voient une voiture, conduite par l’homme que Janine a croisé, la renverser et la tuer. Dempsey tire sur la voiture qui s’enfuit. À Whitehall, le ministre des Affaires étrangères apprend à un homme qui arrive, et en présence d’un troisième, que la « fille » est morte. L'arrivant lui annonce qu’il va falloir régler des petites choses. Dempsey et Harriet interrogent le photographe. Il leur apprend que l'ami de Janine serait un politicien important et qu’il l’a appris de Lucy, une collègue de Janine. Un homme vient avertir Lucy de la mort de Janine. Ils savent que c’est un assassinat et qu’ils y sont mêlés. Dempsey et Harriet sont devant chez Lucy en son absence, Dempsey propose de forcer l’entrée. L’homme qui vient d'avertir Lucy, Paul, veut se procurer une arme. Harriet découvre, en fouillant ses affaires, que Lucy va souvent à l’étranger, notamment à Amsterdam, et pense que Janine aussi.

L’homme qui n’a pas répondu à Janine, indique par téléphone qu'il fallait la tuer car elle était une menace et que Lucy est plus sûre. Il reçoit l’ordre de la réduire au silence, ainsi que Paul Davis. Il en informe l’assassin. Ils vont livrer la marchandise, convaincus que la police ne peut rien contre eux. Harriet apprend à Spikings que l’amant de Janine n’est autre que Richard Clarendon, le ministre des Affaires étrangères. Spikings lui ordonne de garder ça « sous le coude ». Dempsey recherche Lucy et découvre son adresse. Paul récupère l’arme. L’assassin et son chef capturent Lucy. Harriet et Dempsey vont à l’appartement de Lucy. Ils y tombent sur Paul qui tente, sans succès, de leur échapper. Lucy est mise sous la garde de l’assassin, Sullivan. Paul garde le silence. Spikings attend Harriet et Dempsey à Whitehall. Ils l'y retrouvent en compagnie du troisième homme, le major Danby, qui est chargé de la protection de tous les illustres personnages de l’État. Celui-ci leur fait comprendre qu’ils doivent abandonner la piste Clarendon et leur remet des enregistrements qui prouvent qu'il voulait rompre avec Janine. Ses ordres mettent Spikings en colère. Il signale à Harriet et Dempsey qu’il n’a pas signalé au major qu’ils avaient déjà Davis. 
Le chef de Sullivan, Van Gelder, parle avec un « client » qui lui apprend, que compte tenu de la tournure des événements, personne ne veut plus de sa marchandise, des diamants. Harriet et Dempsey interrogent Davis. Van Gelder avertit ses patrons de la situation. Sur une idée d’Harriet, Davis est relâché et suivi de loin par la police. Il récupère l'arme, téléphone à Van Gelder et prend un taxi. Il remarque qu’il est suivi…

### Épisode 8:Cet homme est dangereux
- Titre original : The Hit
- Numéro(s) : 18 (2-8)
- Réalisateur : Tony Wharmby
- Scénariste(s) : Murray Smith
- Direction de production :
- Montage : Frank Weeb
- Décors : James Dillon
- Costumes : Sue Thomson
- Diffusion(s) : 
  -  Royaume-Uni : 19 octobre 1985
- Invité(s) : Billy Murray (Billy Kennaway), Patty Boulaye (Faith McColl), Amanda Pays (Tiffany Grace), Ray Charleson (Joe Delaney), Stephen Hattersley (Dét. Sgt. Jimmy Bartholomew), Eamonn Walker (Edwin Shore), Richard Ashley (le Détective de la Brigade des stups), Anthony Morton (Picasso)…
- Résumé : Après une nuit de planque inutile, Demspey, Harriet et un policier déguisé en clochard, Jimmy, rentre au poste. Sur la route, Jimmy remarque Edwin Shore, un petit mac trafiquant de drogue, qu'ils décident d’arrêter. Edwin est accompagné d’une femme. Il a rendez-vous avec un homme qui lui tir immédiatement dessus et va tirer sur la fille quand Jimmy intervient et se fait lui aussi tirer dessus. La fille a le temps de s’enfuir. Edwin et Jimmy sont morts. Spikings lance Dempsey et Harriet à la recherche de la fille et de l’assassin. Dempsey pense que le tueur n’est pas un tueur « ordinaire ». Il demande à Chase le dossier personnel de Jimmy.

Billy, un proxénète, quitte la fille qui travaille pour lui, non sans lui avoir parlé d’un client. En le voyant partir, la fille d’Edwin entre voir sa collègue. L’assassin entre dans une chambre et y prend des photos. La fille d’Edwin apprend à sa collègue qu’elle a eu l’assassin comme client. Jimmy avait de très bons réflexes au tir, Dempsey, est donc convaincu que le tueur n’est pas n’importe quel tueur. Billy découvre Faith, la fille d’Edwin, avec Grace, celle qu’il protège. Il accepte de la prendre sous sa protection et envoie Grace à son client. Elle est sous surveillance. Dempsey et Harriet interrogent l’associé d’Edwin qui leur donne l’adresse de l’appartement de Faith et Edwin. Grace arrive chez son client.
Dempsey et Harriet sont chez Faith. Harriet reconnait sur une photographie Tiffany Grace, une amie de collège. Billy arrive et réussit à s’échapper à moto. Harriet apprend que Grace est sous la surveillance de la brigade des stups. Le client de Grace lui demande de dire à Billy que la prochaine livraison est prévue dans un mois. Elle repart avec quelques sachets de drogue. Dans la rue, elle est interceptée par Harriet, qui récupère la drogue, et Dempsey, qui trouve dans sa voiture un sac de ciment contenant de nombreux sachets de drogues. Les stups investissent la maison dont Grace vient de sortir. Faith veut pousser Billy à dire ce qu’il sait à la police car elle a peur de son client.
L’assassin, installé dans la chambre, y regarde des photos d’un homme en chapeau melon et costume. Celui-ci parle avec sa fille avant de monter dans une luxueuse voiture et partir retrouver son fils et un ministre. Il est suivi par l’assassin. Le FBI annonce l’arrivée à Londres d’un tueur américain, Joe Delaney, auteur de 18 meurtres. Harriet va interroger Grace, qui lui révèle que Faith avait découvert que Delaney avait 10000 livres sur lui et qu’Edwin, qui avait compris qu’il s’agissait du payement d’un contrat, avait voulu faire chanter le tueur. Avec l’accord de Spikings, Dempsey et Harriet proposent à Grace un marché pour elle et Billy. Elle rejoint Billy et lui fait part de ce marché. Il essaye d’abord de s’enfuir puis, coincé par Dempsey, le conduit à Faith qui reconnaît Delaney. L’assassinat, prévu pour le lendemain, vise le gouverneur de la Banque d’Angleterre, témoin principal du procès d’un mafieux qui devrait valoir à celui-ci de 15 à 20 ans de prison…

### Épisode 9:Contrefaçon
- Titre original : In the Dark
- Numéro(s) : 19 (2-9)
- Réalisateur : Graham Theakston
- Scénariste(s) : David Crane
- Direction de production : Martin Bond (manager)
- Montage : Ray Weedon
- Décors : Rae George
- Costume : Robin Pidcock
- Diffusion(s) : 
  -  Royaume-Uni : 26 octobre 1985
- Invité(s) : Benjamin Whitrow (Lindsay), Caroline Bliss (Laura), Ian Price (Piers Aylward), Bunny Losh (Tom Bishop), Kenny Ireland (Lucky Livingstone), Nick Hobbs (Blaker), Gareth Milne (Fergus), David Landberg (Dowsett), Dawn Perllman (Sharon), David Savile (Sir Toby Millwood)…
- Résumé : Dempsey et Harriet arrivent dans un immeuble où Tom, agressé par 2 hommes, vient d’être gravement blessé au ventre. Le premier de ses agresseurs est blessé en se battant avec Harriet qu’il voulait poignarder. Le second échappe à Dempsey au volant d’une voiture de course. Tom parle à Harriet de 10 milliards en liquide et lui demande de dire à Spikings que c’est l’homme au manteau rouge. Spikings apprend au chef du service de sécurité du Premier ministre que Tom, infiltré depuis 2 mois, enquêtait avant de mourir sur des groupes d’extrêmes droites. Spikings refuse de révéler les noms des personnes qu’il a sur le terrain, à quiconque et même au Premier ministre.

En fouillant chez Tom, avec Harriet, Dempsey découvre des photos d’une jeune femme qui n'est pas sa maîtresse, Tom n’étant pas intéressé par les femmes. En planque devant chez la jeune femme, Dempsey et Harriet la voit partir avec un homme dans la voiture de course avec laquelle l’agresseur de Tom avait fui. Le couple se sépare. L’homme, suivi par Harriet, va dans les services de marketing direct Winton. Dempsey finit par aborder la femme, qui dîne avec lui. De retour chez elle, elle lui présente son tuteur, qui n’est autre que Lindsey, le chef du service de sécurité du Premier ministre. Dempsey convainc Harriet de garder le secret quelques jours sur cette découverte. Lindsey avertit un nommé Aylward que Laura, sa pupille, lui a ramené Dempsey, dont il a découvert qu’il travaille pour Spikings.
Dempsey retrouve dans les fichiers de la police, l’agresseur de Tom qui a fui, Lucky Livingstone. Après une rencontre avec son associé, ils vont dans son appartement où, malgré une ruse, il l’arrête. Ils l’interrogent. Lindsay rencontre Toby, un politicien, est lui parle, pour servir ses visés politiques, d’organiser une courte, mais sévère, crise économique internationale. Lucky a rencontré son complice dans un pub à l’opposé de ceux qu’il fréquente d’habitude. Dempsey et Harriet s’y rendent. Les caves sont étonnement vide et Dempsey découvre que l’enseigne du pub représente un homme en manteau rouge. 
Ils s’introduisent de nuit dans les bureaux de Winton. Chez lui, Lindsey éloigne quelques minutes Laura pour consulter la carte de visite de Dempsey, et à son retour, l’enregistre alors qu’elle lit la transcription d’un entretien téléphonique supposé. Une femme y annonce à un nommé James qu’elle doit se cacher car ont en veut à sa vie. Dempsey découvre la preuve qu’ils cherchent avec Harriet. Lindsey et Aylward, l’homme qui accompagnait Laura, prévoient de résoudre le cas Dempsey. Alors qu’il parle avec Harriet de la preuve. Il y est question d'une livraison spéciale qui va avoir lieu le jour même au pub. Dempsey reçoit un appel de Laura. « Elle » lui rendez-vous dans un théâtre. Il s’y rend avec Harriet, qui pense que c’est un piège. Aylward et un autre homme l’y attend effectivement pour le tuer, mais échouent.
Dempsey et Harriet doivent encore découvrir en quoi consiste exactement l’opération montée par Aylward et Lindsey et la faire échouer.…

### Épisode 10:Flagrant délit
- Titre original : The Bogeyman
- Numéro(s) : 20 (2-10)
- Réalisateur : Tony Wharmby
- Scénariste(s) : Ranald Graham
- Direction de production : Dave Curry (manager)
- Montage : Ray Weedon
- Image : Mike Humphreys
- Décors : Rodney Cammish
- Costumes :
- Diffusion(s) : 
  -  Royaume-Uni : 2 novembre 1985
- Invité(s) : Nick Brimble (Keith Lymon), John Blythe (Harry Rose), Phil Murray (Phil), Graham Stagg (Dave), Timothy Block (Miller), Susy Cerys[10] (Secretaire), Linal Haft (Perry), Garry Roost (Mick), Terry Downes (Terry), Michael Balfour (Jim Kelly)…
- Résumé : Un groupe de policier, sous la direction de Dempsey, monte sur une intervention qui doit permettre de prendre en flagrant délit un gangster, Miller, et ses hommes. Harriet est là pour filmer l’opération. Dempsey se réserve Miller. Le gangster commence l’attaque d’un chantier du bâtiment quand la paye des ouvriers arrive. La police intervient. Un des complices de Miller s’arme d'un fusil à pompe et se met à tirer sur tous ce qui bouge. Le chauffeur de la voiture des gangsters s’échappe avec le butin. Le tireur prend un camion qu’il précipite sur la construction modulaire qui accueille la direction du chantier. Il disparaît après l’explosion de cette dernière. Miller est mort pendant l’opération. La police a du mal à identifier le tireur. C'est grâce à une photo veille de 20 ans que la police découvre qu'il s’appelle Keith Lymon.

Lymon va chercher sa part du butin auprès du chauffeur, Perry, qui a peur de lui. Il apprend de lui que c’est un entrepreneur nommé Harry Rose qui a donnée les informations sur la cible de l’attaque à Miller. La police a peu d’informations sur Lymon. Celui-ci va voir Harry pour qu’il lui donne du travail. Dempsey et Harriet vont chez Perry. Dempsey l’interroge brutalement. Il leur apprend qu’il ne connaissait pas Lymon et que c'est Miller qui l'a embauché. Il leur révèle aussi que Lymon a pratiqué la boxe en professionnel. Leur départ de chez Perry, avec lui, est observé de loin par un jeune homme. Il va faire son rapport que l'arrestation à Lymon. Spikings a appris de Perry, toujours choqué par ses rencontres avec Dempsey et Lymon, que ce dernier est déjà sur autre coup. L’enquête de Dempsey sur l’ancien boxeur Lymon le conduit au vieux Jim Kelly. Aux mimiques de celui-ci, il comprend que Lymon est là, mais il lui échappe grâce à un pont tournant.
Le comportement de Dempsey est de plus en plus bizarre. Harry propose à Lymon de partir en Espagne tant que la police et particulièrement ce « fichu yankee » l’aura dans son collimateur. Il refuse de lui donner du travail pendant ce temps. Lymon en exige un et menace même Harry de lui faire sauter le crâne s’il ne lui en donne pas. Dempsey ne supporte plus sa situation au Royaume-Uni. Il reçoit un coup de téléphone d’Harry qui veut lui livrer Lymon. Une nouvelle opération est organisée dans laquelle Spikings s’invite. Chase craint le pire au vu de l’attitude récente de Dempsey. Lymon embarque dans l’attaque le jeune homme qui l’a espionné pour lui l’arrestation de Perry. Il change l’endroit de l’attaque au dernier moment…